# NWA World Women's Television Championship
L'NWA World Women's Television Championship è un titolo di wrestling promosso dalla National Wrestling Alliance (NWA) come titolo secondario per la divisione femminile
Il titolo è attivo dal 7 aprile 2023, quando è stato assegnato in un torneo.

## Storia
Il 26 luglio 2022, durante una puntata di NWA Power, Alundra Blayze ha annunciato l'introduzione del titolo televisivo femminile. Durante l'episodio di Power del 14 febbraio 2023 la NWA ha annunciato che la campionessa inaugurale sarebbe stata decisa attraverso un torneo, con la finale prevista nel PPV 312, il 7 aprile dello stesso anno. Come per il corrispettivo titolo maschile, per il titolo era in vigore la Lucky Seven Rule: la campionessa che sarebbe riuscita a vincere 7 difese titolate avrebbe potuto rendere vacante il titolo, ottenendo una title shot al NWA World Women's Championship.
Il torneo fu vinto da Kenzie Paige, che divenne campionessa inaugurale sconfiggendo in finale Max the Impaler. Inizialmente il riconoscimento era rappresentato da un trofeo, proseguendo l'eredità del NWA Southeastern Television Championship; successivamente fu rimpiazzato da una cintura, rivelata il 3 giugno 2023.
Il 13 gennaio 2024, durante l'evento Paranoia, l'allora campionessa Max the Impaler sconfisse Matthew Mims, detentore del NWA World Television Championship, in un incontro di unificazione. Il NWA Wowld Women's Television Championship fu così unificato all'interno del NWA World Television Championship. Successivamente è stato riattivato e rimesso in palio in un 4-way match, vinto da Big Mama.

## Albo d'oro
| Legenda  |                                                                               |
| -------- | ----------------------------------------------------------------------------- |
| #        | Indica il numero del regno titolato                                           |
| Regno    | Viene indicato il numero del regno del campione                               |
| Data     | La data in cui il titolo è stato vinto                                        |
| Località | Indica il luogo in cui il titolo è stato vinto                                |
| Note     | Indica notizie particolari riguardanti i cambi di titolo o altre informazioni |

| # | Campione        | Regno | Data            | Giorni | Località                 | Evento                   | Note | Fonti |
| - | --------------- | ----- | --------------- | ------ | ------------------------ | ------------------------ | --- | ----- |
| 1 | Kenzie Paige    | 1     | 7 aprile 2023   | 141    | Highland Park, Illinois  | 312                      | In un torneo per decretare la campionessa inaugurale, sconfiggendo in finale Max the Impaler. | [ 5 ] |
| 2 | Max the Impaler | 1     | 26 agosto 2023  | 140    | Saint Louis, Missouri    | 75º anniversario         | |       |
| - | Disattivato     | -     | 13 gennaio 2024 | -      | Fort Lauderdale, Florida | Paranoia                 | Max the Impaler unificò il titolo all'interno del NWA World Television Championship, sconfiggendo l'allora detentore del titolo maschile Mims. L'incontro è andato in onda in una puntata di Power il 13 febbraio. | [ 4 ] |
| 3 | Big Mama        | 1     | 18 ottobre 2024 | 150+   | Highland Park, Illinois  | Super Smashing Halloween | In un 4-way match per riattivare il titolo, sconfiggendo Haley J, Natalia Markova e Tiffany Nieves. | [ 6 ] |